# Wojak
Wojak (do polonês wojak [vɔɨak], 'soldado'), também conhecido como Feels Guy, é um meme da Internet. Na forma original do meme, ele é um simples desenho de contorno preto de um homem careca com uma expressão melancólica. Ele é postado para representar genericamente emoções como a melancolia, tristeza ou solidão.
A imagem se originou em 2009 em um imageboard polonês chamado vichan, e mais tarde foi repostado no imageboard alemão/internacional krautchan em 2010 por um usuário polonês chamado "wojak". Tornou-se popular no 4chan, onde o personagem passou a ser associado às frases como "that feel", "that feel when" e "I know that feel, bro". Muitas variantes do meme surgiram desde então, expressando emoções diferentes ou representando vários arquétipos.

## História
"Wojak" era originalmente o apelido de um usuário polonês no extinto imageboard alemão Krautchan, que começou a postar a imagem por volta de 2010, muitas vezes acompanhado de lamentações por não ter uma namorada. Segundo ele, a imagem veio originalmente do imageboard polonês vichan, onde foi postada com o nome de arquivo "ciepła twarz.jpg" ('rosto caloroso'). Brian Feldman, da Intelligencer, descreve a expressão de Wojak como "sofrido, mas lidando com isso".
A imagem se espalhou para outros imageboards, incluindo o 4chan, onde em 2011 uma imagem de dois Wojaks se abraçando sob a legenda "I know that feel bro" ganhou popularidade. Wojak também foi combinado com a frase "that feel" ou "that feel when", abreviado para "tfw". Algumas variantes juntam Wojack com o personagem Pepe, o Sapo (com os bordões "feels good/bad man") no qual Brian Feldman descreve como um "romance platônico dentro do mundos dos memes".

## Variantes notáveis

### NPC
Em outubro de 2018, um Wojak com rosto cinza, nariz pontudo e inexpressivo, apelidado de "NPC Wojak", tornou-se uma representação visual popular para pessoas que não conseguem pensar por si mesmas ou tomar suas próprias decisões, comparando-os a um personagem não jogável (NPC) — personagens automatizados por computador em um jogo eletrônico. NPC Wojak ganhou notoriedade online. O meme ganhou atenção da mídia, inicialmente no Kotaku e no The New York Times, devido ao seu uso para parodiar o comportamento de manada dos liberais americanos. Esse tipo de uso do meme foi atribuído a apoiadores de Donald Trump. Cerca de 1 500 contas do Twitter falsamente fingindo ser ativistas liberais com o meme do NPC como foto de perfil foram suspensas por supostamente espalhar informações falsas sobre as eleições de 2018 nos Estados Unidos. Em 13 de janeiro de 2019, um coletivo de arte conservador conhecido como "The Faction" modificou um outdoor do Real Time with Bill Maher, substituindo a imagem de Bill Maher pela imagem do NPC Wojak.

### Coomer
Em novembro de 2019, o "Coomer" Wojak ganhou popularidade com a tendência do "No Nut November". O Coomer mostra uma edição de Wojak com cabelo despenteado e barba desgrenhada, para aumentar a conscientização sobre o vício em pornografia. Grande parte da popularidade desse meme pode ser atribuída ao "Coomer Pledge", uma tendência viral da internet que desafiava as pessoas a se absterem de se masturbar durante todo o mês de novembro, e a mudar sua foto de perfil para uma imagem do Coomer caso fracassassem.

### Doomer
O doomer é uma imagem macro [en] e um arquétipo de personagem que apareceu pela primeira vez no 4chan. A imagem normalmente retrata Wojak vestindo um gorro e fumando um cigarro. O arquétipo geralmente incorpora o niilismo e desespero, com uma crença no fim incipiente do mundo a causas que vão do apocalipse climático ao pico do petróleo e ao vício de opioides (mais localmente). O meme apareceu pela primeira vez no board /r9k/ do 4chan em setembro de 2018.
Um formato do meme relacionado, "doomer girl", começou a aparecer no 4chan em janeiro de 2020, e logo migrou para outras comunidades online, incluindo Reddit e Tumblr, muitas vezes por mulheres reivindicando suas origens no 4chan. Esse formato é descrito pelo The Atlantic como "uma mulher com cabelo preto, roupas pretas, olhos tristes e com maquiagem vermelha que foi esboçada rapidamente". O personagem doomer girl frequentemente aparece em imagens macro interagindo com o personagem doomer original. O formato costuma ser comparado aos rage comics.

### Soyjak
Soyjak, uma aglutinação de "soy" (soja) e "wojak", é uma variação de Wojak que combina ilustrações no estilo Wojak com características de um soy boy ou "nu-male". É normalmente usado em discussões online, como no 4chan e vários outros sites e imageboards para zombar do posicionamento de uma pessoa citando-o ao lado de uma imagem do Soyjak. O primeiro exemplo de Soyjak apareceu em dezembro de 2017 no board /int/ do 4chan. Ele rapidamente ganhou notoriedade no site, gerando muitas edições e variantes, comumente zombando interesses associados a "soy boys", incluindo o uso de sites como Reddit ou 9gag, jogar Nintendo Switch, cuckoldry, entre outras coisas. Além da variante Soyjak original, uma edição Wojak com óculos e uma barba desgrenhada tornou-se popular por identificar pessoas da vida real percebidas como se encaixando no estereótipo de "soy boy".